# Нант (гандбольный клуб)
ГК Нант (фр. Handball Club de Nantes) — французский профессиональный гандбольный клуб из Нанта.

## История
Клуб был основан в 1959 году под названием ГК Нант. До 2008 года ГК Нант выступал в низших лигах чемпионата Франции. В 2011 году ГК Нант
занял по итогам чемпионата пятое место, что позволило клубу ГК Нант выступать в Кубке ЕГФ. В следующем сезоне ГК Нант дошёл до полуфинала Кубка Франции и кубка Французской лиги, а по итогам сезона 2010/11 в чемпионате Франции ГК Нант занял 4 место. В сезоне 2012/13 ГК Нант дошёл до финала кубка французской лиги, дошёл до финала Кубка ЕГФ. В чемпионате ГК Нант занял пятое место. В 2014/15 ГК Нант, в чемпионате Франции занял шестое место, победил в кубке Французской лиги и играл в финале Кубка Франции. В сезоне 2015/16 ГК Нант в чемпионате Франции впервые занял третье место, и играл снова в финале кубка ЕГФ, проиграв в финале немецкому клубу Фриш Ауф Гёппинген.

## Титулы

### Национальные
- Вице-чемпион Франции: 2017, 2020, 2022
- Обладатель Кубка Франции: 2017, 2023, 2024
- Серебряный призёр Кубка Франции: 2015, 2022
- Обладатель Кубка Французской лиги: 2015, 2022
- Серебряный призёр Кубка французской лиги: 2013 , 2017
- Обладатель Суперкубка Франции: 2017, 2022, 2024
- Серебряный призёр Суперкубка Франции: 2016

### Международные
- Серебряный призёр Кубка ЕГФ (2х): 2013, 2016
- Серебряный призёр лиги чемпионов ЕГФ (1х): 2018

## Сезоны
Список сезонов клуба ГК Нант в чемпионате Франции с сезона 2005/2006 года
| Сезон   | Лига           | Место | Матчи | Победы | Ничьи | Поражение | ЗМ-ПМ   | Очки | Кубок Франции | Кубок Французской лиги |
| ------- | -------------- | ----- | ----- | ------ | ----- | --------- | ------- | ---- | ------------- | ---------------------- |
| 2005-06 | LNH Division 2 | 5     | 30    | 19     | 1     | 10        | 829—810 | 39   | 1/32 финала   | -                      |
| 2006-07 | LNH Division 2 | 7     | 32    | 13     | 7     | 12        | 890—896 | 33   | 1/32 финала   | -                      |
| 2007-08 | LNH Division 2 | 1     | 30    | 23     | 2     | 5         | 861—772 | 48   | 1/32 финала   | -                      |
| 2008-09 | LNH Division 1 | 12    | 26    | 8      | 3     | 15        | 683—734 | 19   | 1/16 финала   | 1/8 финала             |
| 2009-10 | LNH Division 1 | 9     | 26    | 9      | 2     | 15        | 695—735 | 20   | 1/8 финала    | 1/4 финала             |
| 2010-11 | LNH Division 1 | 5     | 26    | 14     | 2     | 10        | 756—723 | 30   | 1/8 финала    | 1/8 финала             |
| 2011-12 | LNH Division 1 | 4     | 26    | 12     | 7     | 7         | 729—717 | 31   | Полуфинал     | Полуфинал              |
| 2012-13 | LNH Division 1 | 5     | 26    | 15     | 4     | 7         | 732—665 | 34   | Полуфинал     | Финал                  |
| 2013-14 | LNH Division 1 | 4     | 26    | 17     | 1     | 8         | 741—669 | 35   | Полуфинал     | 1/4 финала             |
| 2014-15 | LNH Division 1 | 6     | 26    | 13     | 3     | 9         | 737—713 | 32   | Финал         | Победитель             |
| 2015-16 | LNH Division 1 | 3     | 26    | 16     | 2     | 8         | 769—681 | 34   | 1/4 финала    | Полуфинал              |
| 2016-17 | LNH Division 1 | 2     | 26    | 22     | 1     | 3         | 843-732 | 45   | Победитель    | Финал                  |

## Команда
Состав команды:

## Известные игроки
- Фредерик Дол
- Жордан Камареро
- Игор Анич
- Матьё Он
- Одрай Тузолана
- О’Бриан Ньятё
- Тео Деро
- Флориан Делекруа
- Шиме Ивич
- Родриго Салинас
- Валеро Ривера
- Альберто Энтрерриос
- Виталий Комогоров
- Горазд Шкоф
- Урош Бундало
- Аймен Туми
- Махмуд Гарби